# Neon
Neonul un element chimic cu simbolul chimic Ne și număr atomic 10. Este un gaz nobil, situat în grupa a 18 a tabelului periodic.

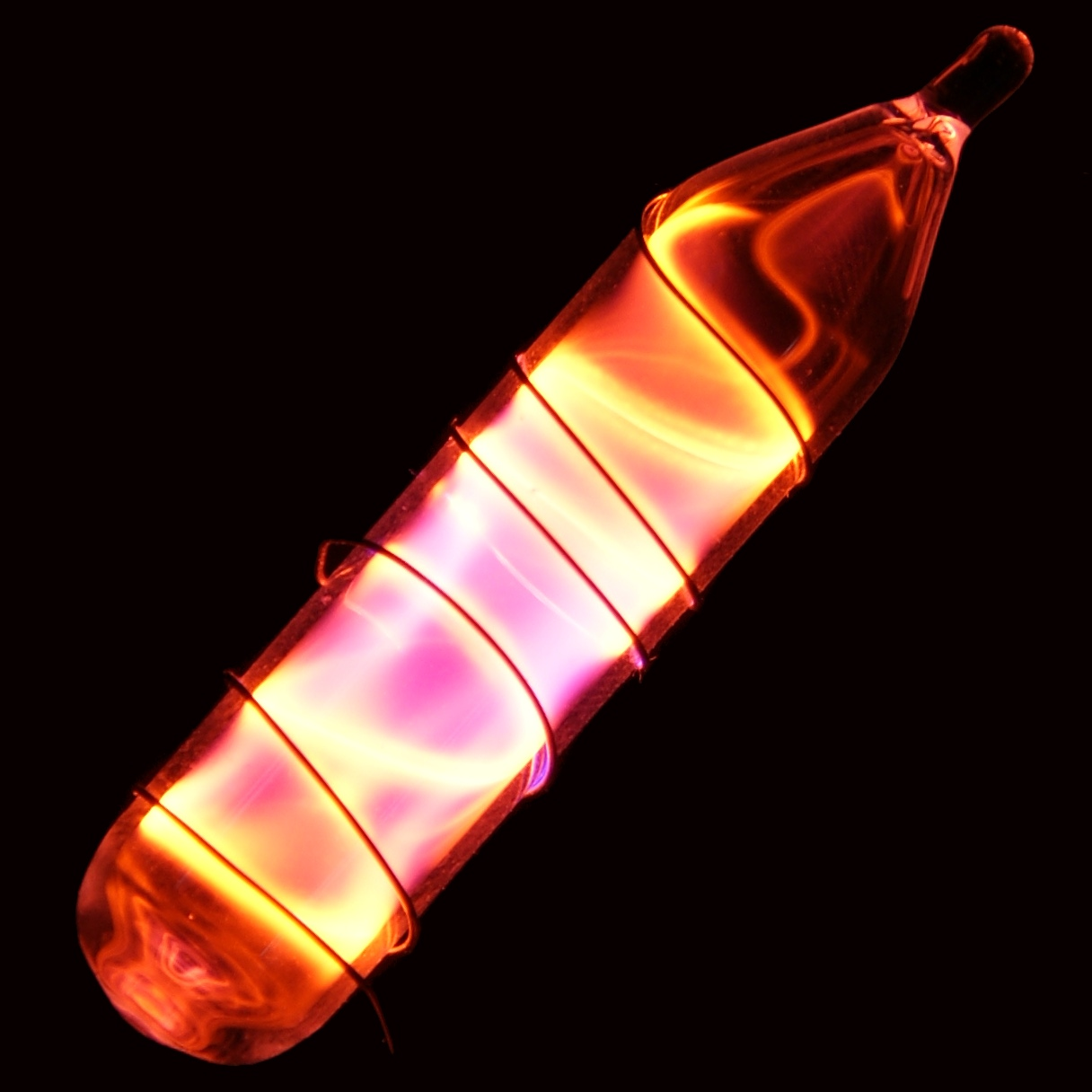
Spectru

Neonul este un gaz incolor, inodor și insipid.

## Istoric
Neonul(din greaca νέον) a fost descoperit în anul 1898 de către chimistul scoțian Sir William Ramsay în colaborare cu chimistul englez Morris W. Travers. Neonul a fost descoperit când Ramsay a răcit o mostră de atmosferă până a devenit lichidă, apoi a încălzit lichidul și a colectat gazele obținute(kripton, xenon și neon)

## Proprietăți

### Proprietăți fizice
Neonul este al doilea cel mai ușor gaz nobil. Strălucește roșu-oranj într-un tub de descărcare vidat. Conform studiilor recente, neonul este cel mai puțin reactiv gaz nobil deci și cel mai puțin reactiv dintre toate elementele. Are de peste 40 de ori capacitatea refrigerentă a heliului lichid și de trei ori cea a hidrogenului lichid. În majoritatea aplicațiilor este un refrigerent mai ieftin decât heliul.
Plasma de neon are cea mai intensă descărcare luminoasă la tensiuni electrice normale dintre toate gazele nobile. Culoarea medie pentru ochiul uman este roșu-oranj datorită multelor linii din spectrul său; de asemenea conține o  puternică linie verde ascunsă, vizibilă doar dacă componentele vizuale sunt dispersate de către un spectroscop.

### Proprietăți chimice
Este un gaz ușor care lichefiază la o temperatura de-245,98°C,iar punctul de topire este la nivelul de 2,6°C. Solubilitatea gazului in apă este foarte mică, dar absorbția neonului pe cărbune activ face posibilă separarea gazului pur de impuritățile sale.

## Compuși
Neonul este un gaz nobil deci teoretic și cel mai inert. Niciun compus adevărat incluzând compuși neutri ai neonului nu este cunoscut. Oricum, ionii Ne+, (NeAr)+, (NeH)+ și (HeNe)+ au fost observați în studii optice și cu spectrometrul de masă. 

## Răspândire
Neonul este de fapt al cincilea element din univers după masă, în fața lui aflându-se hidrogenul, heliul, oxigenul și carbonul. Este relativ rar pe Pământ datorită masei scăzute și datorită caracterului inert, ambele proprietăți împiedicându-l să rămână în atmosferă(în atmosferă se găsește la raportul de 1 la 65.000 după volum sau 1 la 83.000 după masă).
Neonul este monoatomic, făcându-l mai ușor decât oxigenul și azotul diatomice.

## Utilizare
Neonul este des folosit în tuburi luminoase care produc lumina roșie-oranj. Deși li se zice "tuburi cu neon" celelalte culori se obțin cu ajutorul celorlalte gaze nobile. Neonul este de asemenea folosit în tuburi vidate, indicatoare de înaltă tensiune, tuburi de televizoare și lasere heliu-neon. Neonul lichid este folosit comercial pe post de refrigerent criogenic în aplicații care nu necesită heliu lichid.